# سوسو زدن
سوسو زدن (به انگلیسی: Scintillation) یا چشمک زدن (به انگلیسی: Twinkling) یک اصطلاح عمومی برای تغییر در قدر ظاهری یا شیء نورانی دور است که از یک محیط دیده می‌شود.
سوسوهای جوی از طریق چشمک‌سنج اندازه‌گیری می‌شوند. با استفاده از دریچهٔ بزرگتر برای تلسکوپ می‌توان اثر سوسو کردن را کاهش داد. به این اثر متوسط دیافراگم گویند.

## برق زدن چرخ اختری

تغییرات در لبه‌های تصویر یک ستاره از پشت تلسکوپ، با توجه به ناآرامی جوی

پرتوهای نور از سیاره‌ها، ستاره‌ها و دیگر اجرام نجومی به صورت سوسوکنان دیده می‌شود.
ستارگان به سبب این‌که آن قدر از زمین دور هستند که مانند یک منبع نور نقطه‌ای دیده می‌شوند به راحتی با هرج و مرج جو زمین آشفته می‌شوند، مانند شکست مسیر نور در یک عدسی یا منشور. به سبب این‌که اشیاء نجومی نقاط نورانی بسیار کوچکی هستند که در یک لحظه فقط یک پرتوی نور از آن‌ها در شبکیه چشم انسان قرار می‌گیرد، همین‌که پرتوی نور از یک پرتو به پرتوی دیگر حرکت می‌کند ستاره «چشمک می‌زند». اجرام نجومی نزدیک تر به زمین، مانند ماه و دیگر سیارات، شامل بسیاری از نقاط در فضا هستند و می‌تواند به عنوان اشیاء با قطر قابل مشاهده چشمک نزنند. با چندین نقطهٔ نورانی که از جو عبور می‌کنند متوسط انحراف پرتوهای آنها دیده می‌شود و بیننده چشمکی مشاهده نمی‌کند.